# Мяснево
Мяснево — упразднённая в 1934 году деревня Кинешемского района Ивановской области, вошедшая в состав города Заволжск, ныне административный центр Заволжского района Ивановской области России.

## География
Расположена была при рч. Мясневке на левом берегу реки Волги (современное Горьковское водохранилище), напротив города Кинешма.

## История
На 1907 год входила в Комаровскую волость, Кинешемского уезда Костромской губернии.
20 февраля 1934 года Президиум ВЦИК постановил «Образовать рабочий посёлок под наименованием Заволжье в составе следующих населенных пунктов Кинешемского района: при химзаводе и фабриках „Фибра“ и „Приволжанка“, Кужлевки, Жилинского, Тихомировского, Новый, Чирковского, Алексинского, Владычного, Чиркова, Скрипцова, Жилина, Уракова, Мяснева и Рябининского с заволжской больницей».

## Население
В «Списке населённых мест Российской империи по сведениям 1859—1873 годов» на 6 дворах проживали 38 человек, из них 20 мужчин, 18 женщины.
В «Списке населённых мест Костромской губернии по сведениям 1907 года» на 1897 год проживали 54 человека (из них 28 мужчин, 26 женщин),
на 1907 год — 61 человек.